# Newfoundlænder
Newfoundlænderen er en større hund, som primært er familiehund, men som også bruges til vandredning.

## Udseende
Newfoundlænderen (også kaldet newfen) er typisk sort, men brune newfer findes også. I Danmark er newfen og og den sort/hvide landseeren to forskellige racer, men i andre lande er landseeren bare en farvevariant. Der findes også enkelte grå newfer.
Newfen er en stor hund, en velvoksen han kan blive 85 cm høj og veje over 80 kilo.

## Temperament
I racestandarden står der: En Newfoundland’s udtryk afspejler godmodighed og mildhed. Den viser sin glæde på en værdig måde, er opfindsom og kendt for sin fuldt pålidelige venlighed og ro.
Racen elsker vand. De er fremragende svømmere og vil forsøge at redde alt og alle. Når en newf beslutter sig for at redde så tager den det ikke så tungt om vedkommende vil reddes eller ej. Den bruger gerne et par timer på at få alle op af vandet.
En newfoundlænder er en god, mild og rolig hund, som passer godt til børnefamilier. Dog kan den på grund af sin størrelse vælte små børn så lidt forsigtighed med de helt små må påregnes. Dette gælder også mindre hunderacer der let kan blive kastet over ende eller klemt i leg. Når en 70-90 kg hund hopper efter en frisbee så kan den sagten tage livet af en Chihuahua hvis den lander på den.

## Pasning
Til trods for dens størrelse spiser en Newfoundlænder ikke en masse og kræver heller ikke enorme mængder motion. Den kræver dog masser af plads på grund af dens størrelse og fordi den vil følge sin familie i alle gøremål. En hundegård er ikke en løsning for en Newfoundlænder.
Dens lange pels kræver en del pleje. Den skal børstes jævnligt, helst dagligt, for at holde sig pæn og fri for filt. En Newfoundlænder slæber også uanede mængder snavs med sig og den fælder som alle andre hunde. Der er bare mere og længere pels at fælde. Mange Newfoundlændere savler en hel del og når den ryster sig kan der ende savl på loftet. De går også gerne en lang omvej for at finde en vandpyt så der er altså en del rengøring forbundet med at have en Newfoundlænder .
En Newfoundlænder foretrækker kulde og vil helst være ude det meste af tiden. Men det er samtidig en nysgerrig og social hund, der helst vil være sammen med familien.

## Historie
Newfen stammer fra Newfoundland på den canadiske østkyst. I starten af 1880'erne sejlede mange europæiske fiskere til Newfoundlandsbankerne for at fange torsk. På bankerne var der to typer hunde, en kraftig langhåret og en mindre, mere aktiv, korthåret. Den kraftige var newfoundlænderen, den mindre var labradoren. Begge hunde blev brugt til at trække fiskenet i land. De europæiske fiskere tog hunden med tilbage til Europa.
Der er flere teorier om, hvordan racen opstod. Nogle mener, at den stammer fra blandinger mellem sorte ulve og tibetanske mastiffer. Andre mener, at den har udviklet sig fra hunde som vikingerne efterlod omkring forrige årtusindeskifte. En tredje teori er, at den stammer fra europæiske opdagelsesrejsendes hunde.
Formentlig udviklede racen sig fra en blanding af indianernes hunde og de hunde, som spanske og portugisiske fiskere bragte med sig til den nordamerikanske østkyst. De lokale hunde bidrog med størrelse og styrke, de europæiske med glæden ved vand og lysten til at apportere. Hundene hjalp torskefiskerne med at trække garn og både i land og med at bære last og trække kærrer på landjorden. I dag uddanner kystvagten på den franske atlanterhavskyst lette og smidige newfoundlændere som livreddere.